# N62 (België)
De N62 is een gewestweg in de Belgische provincie Luik. De weg verbindt de N30 bij Beaufays met de Luxemburgse grens in Malscheid. Voorbij de grens gaat de weg verder als de N12 naar Troisvierges. De weg loopt grotendeels door de Ardennen; hij passeert ook het circuit van Spa-Francorchamps. Vanaf Malmedy draagt deze weg ook een Europees wegnummer E421, al is dat nergens langs de weg aangegeven.
De N62 heeft een lengte van ongeveer 77,5 kilometer en wordt kortstondig onderbroken door het circuit van Spa-Francorchamps. Het ontbrekende stuk van de N62 maakt deel uit van het racecircuit. Ter plaatse kan de weg vervolgd worden via de N62c die een omleiding rond het circuit verzorgt.
Tussen Spa en Francorchamps komt de weg door het Veen van Malchamps.

## Plaatsen langs de N62
- Beaufays
- Gomzé-Andoumont
- Louveigné
- Theux
- Spa
- Francorchamps
- Burnenville
- Malmedy
- Ligneuville
- Nieder-Emmels
- Sankt Vith
- Grüfflingen
- Oudler
- Dürler
- Malscheid

## Aftakkingen

### N62a
De N62a is een aftakking van de N62 nabij Spa. De 160 meter lange weg, die over de Rue Marteau gaat, is bedoeld voor bestemmingsverkeer. 

### N62b
De N62b is een onderdeel van het racecircuit Spa-Francorchamps. Tot het jaar 2000 bestond het circuit deels uit gewestwegen. Wanneer er niet geracet werd, kon het verkeer gebruikmaken van deze gewestwegen (N62, N605 en N640). In 2000 werd het racecircuit afgesloten en werd het doorgaande verkeer omgeleid via de N62c. Het gedeelte van de N62 binnen de hekken van het circuit is omgenummerd tot N62b. Dit nummer is langs de baan en op de bewegwijzering echter niet terug te vinden.

### N62c
De 3,8 kilometer lange N62c is aangelegd ter vervanging van de N62b, die tegenwoordig deel van Spa-Francorchamps uitmaakt en niet meer algemeen toegankelijk is. 